# Baloncesto en Chile
El baloncesto es un deporte colectivo que comenzó a practicarse en Chile en la década de 1910. Actualmente es el segundo deporte más popular del país.   Aunque su práctica está muy extendida a lo largo de todo el país a nivel amateur, colegial, universitario y senior, a nivel profesional destaca el desarrollo y popularidad del baloncesto en la zona Centro y especialmente en el Sur del país. Su organización está a cargo de la Federación de Básquetbol de Chile, fundada en 1924, afiliada a la Federación Internacional desde 1935 y a la Confederación Panamericana desde 1975. El principal estadio de baloncesto en Chile es el Coliseo Municipal Antonio Azurmendy Riveros, ubicado en la ciudad de Valdivia. Inaugurado en 1967, en el medio cestero es llamado "La Catedral del Básquetbol Chileno" La época de mayor éxito a nivel de selección fue en las décadas de 1930 y 1950, en las que se alcanzó dos veces el tercer lugar a nivel mundial y un título continental. Los baloncestistas de clase mundial han sido Rafael Salamovich, Víctor Mahana, Rufino Bernedo, Onésima Reyes e Ismenia Pauchard. Los principales entrenadores han sido Tonka Karzulovic, Juan Arredondo y Luis Valenzuela.
En la categoría masculina, la liga local tiene duración anual, la selección chilena fue creada en 1924, la cual alcanzó el tercer lugar en las Copas Mundiales de 1950 —el «principal logro del básquetbol chileno»— y 1959 —cuando fue la sede—, y ha ganado un título sudamericano: en 1937, así como uno sub-17 en 2017 —ubicada tercera históricamente—. El club Thomas Bata fue campeón sudamericano en 1967. En la categoría femenina, la liga local tiene duración anual, la selección chilena fue subcampeona en la Copa Mundial de 1953 —cuando la albergó— y ha obtenido cuatro títulos sudamericanos: en 1946, 1950, 1956 y 1960 —ubicada segunda históricamente—, así como uno sub-15 en 2018.

## Historia

### Inicios
Surgió en 1917 en la ciudad de Valparaíso, cuando el profesor estadounidense W. Binckley lo enseñó en una sede de la Asociación Cristiana de Jóvenes, con su compatriota Thomas Chandler como monitor, exjugador de la Universidad de Illinois. En 1919 arribó Benedicto Kocián, el director de la institución y docente checo de educación física, catalogado como el «padre del básquetbol chileno», ya que lo masificó colaborando en la creación de numerosos clubes y fundó su federación. El 9 de noviembre de 1922, 23 clubes formaron la Asociación de Basketball y Volleyball de Valparaíso, la que desarrolló el primer torneo, cuya cancha fue construida por la municipalidad en un costado de la Plaza Victoria e inaugurada en 1923. El 28 de marzo de 1923 fue fundada la Asociación de Básquetbol de Santiago y el 24 de febrero de 1924, la federación nacional.

### Desarrollo

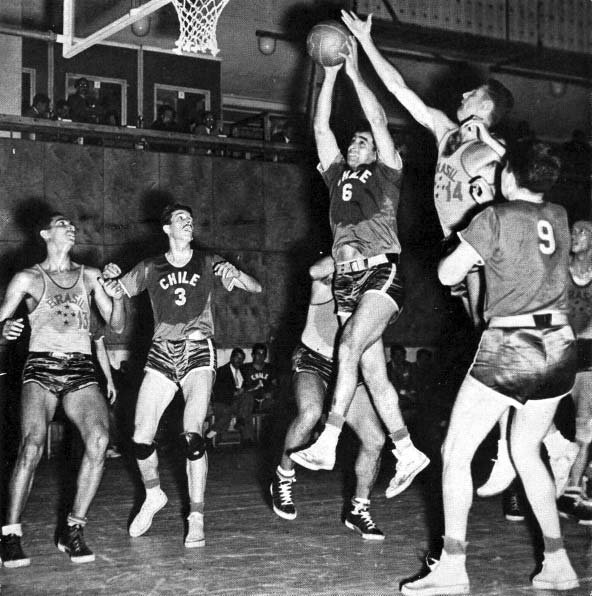
Chile ante Brasil en los Juegos Olímpicos de Helsinki 1952.

Fue un deporte popular en el país junto con el boxeo, el fútbol, la rayuela y el rodeo. En el marco de la prioridad deportiva dada por los gobiernos radicales (1938-1952), aumentó la práctica, el nivel y el público en los recintos. Las selecciones chilenas se convirtieron en potencias mundiales por sus resultados en torneos internacionales. En 1942 arribó el estadounidense Kenneth Davidson, quien aportó como técnico al medio local durante las décadas de 1940 y 1950. En 1944 fue abierto el Fortín Prat, el «principal estadio de Valparaíso».
La masculina participó en las primeras ediciones como deporte olímpico —cuatro—: en 1936 (cuando terminó novena), 1948 (sexta), 1952 (quinta) y 1956 (octava), así como de las Copas Mundiales —tres—: en 1950 (tercera), 1954 (décima) y 1959 (tercera). Compitió en el estreno del Campeonato Sudamericano adulto en 1930, lo ganó en 1937 de manera invicta como local y obtuvo el segundo puesto en el II (1932) y III (1934), así como el tercero en el X (1942), XIII (1947), XIV (1949) y XV (1953). Los Juegos Olímpicos fueron suspendidos en 1940 y 1944 por el desarrollo de la Segunda Guerra Mundial (1939-1945). La femenina disputó las dos iniciales y la cuarta Copa Mundial, en las de 1953 (segunda), 1957 (séptima) y 1964 (undécima). Consiguió tres medallas panamericanas, cuatro títulos sudamericanos y el segundo lugar en los eventos II (1948), V (1954), IX (1962), XI (1967) y XII (1968).
En este periodo destacaron también Eduardo Kapstein, Eduardo Cordero, Exequiel Figueroa, Juan Gallo, Hernán Raffo, Pedro Araya, Álvaro Salvadores, Orlando Silva, Rolando Etchepare, Juan Ostoic, Luis Salvadores, María Gallardo, Hilda Ramos, Iris Buendía, Marta Ortiz, Amalia Villalobos e Irene Velásquez. El país organizó la primera edición del campeonato femenino mundial en 1953 y sudamericano en 1946, así como la VIII (1960), XII (1968), XXI (1989), XXV (1997) y XXXII (2010). Albergó el tercer evento masculino global en 1959, y en la región, el II (1932), V (1937), X (1942), XVII (1958), XXVII (1977), XXXIX (2001) y XLIII (2008).
En 1966 Chile fue la sede de un campeonato mundial extraordinario masculino sin carácter oficial y la selección local obtuvo el séptimo puesto. En 1967 un combinado de Valparaíso venció al equipo de exhibición estadounidense Harlem All Stars (67-56), su única derrota en una gira de 100 partidos, y el club Thomas Bata de la ciudad de Peñaflor ganó de forma invicta un título sudamericano en Antofagasta, siendo el «único campeón de la costa pacífica». Fueron subcampeones los equipos Sportiva Italiana en la edición X (1971) y Deportivo Valdivia en la XXXVIII (2002). Chile fue el anfitrión en la I (1953), VI (1967), IX (1970), XXIV (1987), XXXIII (1996) y XXXVIII (2002).
Durante finales del siglo XX sobresalieron los jugadores: María Clavería, Juan Thompson, Francisco Valenzuela, Manuel Herrera y Juan Lichnovsky; así como los técnicos: Juan Morales, Héctor Oreste, Gustavo Ortlieb y Luis Pérez. En 1974 surgió el Campioni del Domani (sub-19), el «principal torneo juvenil de Chile». En 1979 fue fundada la División Mayor del Básquetbol de Chile y en 2013, fue reemplazada por la Liga Nacional de Básquetbol. En 1999 fue creada la Liga Saesa, en la cual participan clubes de las regiones de la Araucanía, Los Ríos y Los Lagos; y en 2003, la Libcentro A, entre las de Valparaíso, Metropolitana, O'Higgins, Maule, Ñuble y Biobío, de las que sus campeones disputan la Copa Chile de Básquetbol desde 2011. En 2015 aparecieron la Libcentro B y la Libcentro Pro.
En 1994 se presentó en Concepción el local Deportivo Petrox ante el Team Nike USA, integrado por jugadores de la Asociación Nacional de Baloncesto —la «principal liga del mundo»— y liderado por Scottie Pippen de los Chicago Bulls —el «mejor baloncestista que ha jugado en Chile»—. En 1999 Patricio Briones integró la Asociación Deportiva Atenas, que ganó la Liga Nacional de Básquet de Argentina. En 2012 Ziomara Morrison fue la primera chilena en jugar en la Asociación Nacional de Baloncesto Femenino de los Estados Unidos —la «principal liga femenina del mundo»—, por el San Antonio Silver Stars. En 2020 la federación nacional inauguró su Salón de la Fama. Durante la década de 2020 distinguen Nicolás Carvacho, Felipe Haase, Sebastián Herrera, Maxwell Lorca, Nacho Arroyo, Fernanda Ovalle y Valentina Ojeda.

### Campeonato Provincias del Sur
El hecho que marcó el cambio en el eje gravitacional del baloncesto chileno fue la fundación a mediados de la década de 1940 del campeonato Provincias del Sur. En este legendario torneo que se extendió por décadas, se enfrentaron anualmente las selecciones masculinas adultas de las ciudades de Concepción, Temuco, Valdivia y Osorno. El Provincias del Sur marcaba el cierre y el plato fuerte de cada temporada cestera en el Sur de Chile, y gradualmente, se fue transformando en la mayor fiesta cestera nacional, con gimnasios abarrotados por miles de espectadores y delegaciones de cientos de personas que se desplazaban cada año en buses y automóviles para acompañar a los seleccionados. Es así como se cimentó la fuerte tradición cestera del Sur de Chile, explicando el singular hecho de que en una gran área del territorio nacional, desde Concepción hasta Punta Arenas, sea el baloncesto y no el fútbol el deporte más popular y con mayor arraigo. 

#### Palmarés
Valdivia - 17 títulos. 
Temuco - 10 títulos. 
Osorno - 8 títulos. 
Concepción - 6 títulos. 

### Baloncesto en el Norte Grande y la Patagonia Sur de Chile
Debido a la geografía alargada Chile, con los más de 5.000 km que separan el extremo Norte y el extremo Sur del país, las zonas extremas no han podido ser integradas exitosamente a los torneos profesionales, debido a los extensos desplazamientos que ello significaría. Sin embargo, el baloncesto se ha desarrollado exitosamente a nivel amateur y universitario en las zonas extremas de Chile, destacando el desarrollo del baloncesto en Punta Arenas y en Antofagasta, sendas plazas cesteras que han sabido ser campeones nacionales en los torneos juveniles y universitarios.

## Profesionalismo

### DIMAYOR - Liga Nacional
En 1979 surge la División Mayor de Básquetbol de Chile la recordada DIMAYOR, la que se disputó ininterrumpidamente hasta 2012. Dimayor comenzó con 8 clubes en 1979 y llegó a tener hasta 16 clubes, a fines de la década de 1980. En 2010 surge la Liga Nacional, y ya en 2012 ambos torneos se fusionan en uno sólo: la Liga Nacional de Básquetbol de Chile - LNB Chile, la que se disputa hasta la actualidad. Esta Liga tiene un carácter profesional, y actualmente se disputa en tres niveles: LNB Chile, LNB2 y LIDEBA, que corresponde a la Tercera División.

### Libsur - Libcentro
En 1999, se establece en las ciudades de Temuco, Valdivia y Osorno la LIBSUR Saesa, liga que agrupa a los clubes cesteros de las regiones de La Araucanía, Los Ríos y Los Lagos,  y que combina la competencia en series menores desde mini hasta sub-17 y una competencia adulta que se ha establecido como la principal del primer semestre cestero. Para replicar esta experiencia exitosa, en 2004 se establece Libcentro, que agrupa a los clubes de las regiones de Valparaíso, Metropolitana, O'Higgins, Maule y Bío Bío. 

### Plazas del baloncesto profesional en Chile

#### Los Andes
El valle del Aconcagua es la sede de Liceo Mixto de Los Andes, club que con sus presupuestos multimillonarios dominó el baloncesto chileno entre 2007 y 2010. Actualmente milita en LNB2

#### San Felipe
En la otra ciudad del valle del Aconcagua se encuentra actualmente Prat de San Felipe, club de LNB2. 

#### Valparaíso
La cuna del baloncesto nacional, Valparaíso actualmente es representado por Sportiva Italiana, dos veces campeón de Chile y vicecampeón continental que actualmente milita en LNB2. En Valparaíso se encuentra el histórico Fortín Prat, tradicional recinto cestero con capacidad actual para 2.000 espectadores. 

#### Quilpué
Una de las sedes jóvenes de los cestos nacionales, Quilpué, es la sede del equipo Colegio Los Leones de Quilpué, un club que milita en la Primera División de LNB Chile, campeón de Libcentro en 2017.
Aunque con menor desarrollo que en décadas anteriores, en el Gran Santiago encontramos a varios clubes de Primera y Segunda División:

#### Las Condes
Universidad Católica tiene su sede en Estadio UC, en San Carlos de Apoquindo. También en Las Condes se encuentran el Club Manquehue, organización de raíz germana; el Stadio Italiano y el Estadio Español de Las Condes, de orígenes italianos y españoles respectivamente.

#### Puente Alto
A los pies de la Cordillera de los Andes, Puente Alto Basket representa a la comuna cordillerana desde 1998 en la primera división de Dimayor y actualmente LNB Chile. Puente Alto Basket ostenta tres títulos de Libcentro.

#### Quilicura
La más joven de las plazas cesteras nacionales, Quilicura Basket es el último ascendido a la Primera División de la Liga Nacional. 

#### La Cisterna
La Cisterna es comuna tradicional de divisiones formativas, con dos baluartes de la formación cestera como son los clubes Sergio Ceppi y Brisas. 

#### Rancagua
Rancagua se ve representado por el Club Árabe de Rancagua, que milita en LNB2.

#### San Fernando
Sede de Tinguiririca San Fernando, club que se coronó campeón de Chile en 2013 y campeón de Libcentro en 2012. 

#### Curicó
El antiguo club Liceo de Curicó, que militara en Dimayor en los años '80, representa actualmente a los curicanos en LNB2. 

#### Talca
En Talca encontramos a Municipal Español de Talca, cuatro veces campeón de Chile. 

#### Concepción
En el campus universitario ubicado en pleno centro penquista tiene su sede el equipo de la Universidad de Concepción, con seis títulos nacionales. 

#### San Pedro
Al otro lado del río Bío Bío se encuentran los germanos del club Alemán de Concepción, de LNB2. 

#### Temuco
Una de las grandes plazas cesteras del Sur de Chile, Temuco supo ser protagonista en los años 1980 y 1990 con la longeva Unión Deportiva Española de Temuco (UDE Temuco) cuatro veces subcampeón nacional, y la breve pero exitosa Universidad de Temuco, dos veces campeón nacional. Luego de la desaparición de ambos clubes cesteros, Temuco estuvo ausente por largos años del profesionalismo hasta el surgimiento en 2013 de AB Temuco, club que actualmente milita en la Primera División de LNB Chile. 

#### Valdivia
La Capital del Básquetbol Chileno según FIBA, Valdivia es la única comuna de Chile con dos equipos en Primera División: Las Ánimas, club del barrio industrial del mismo nombre que se integró al profesionalismo en 2011 y que se coronó campeón de LNB Chile en 2017-18 y campeón de Libsur Saesa en 2019; y el Club Deportivo Valdivia, el primer club cestero de la ciudad y el más popular del baloncesto chileno, tres veces campeón de Chile, tres veces campeón de Libsur Saesa y vicecampeón continental en 2002. 
En Valdivia se encuentra también el Coliseo Antonio Azurmendy Riveros, llamado así en honor a Antonio Azurmendy, fallecido expresidente del CDV. Este recinto con capacidad actual para 5.000 personas es conocido como la Catedral del Básquetbol Chileno. En este recinto inaugurado en 1967 se han disputado múltiples eventos internacionales cesteros, desde Sudamericanos juveniles hasta Mundiales adultos de básquetbol.

#### Osorno
Uno de los epicentros cesteros del país, fue representada en la década de los 80 por el club Club Malta Morenita de Osorno hasta su desaparición en 1989. Luego, entre 1996 y 2009, Osorno es representada por Club Provincial Osorno que alcanzaría 4 títulos nacionales de DIMAYOR.
Entre 2009 y 2019, en competencias LNB fue representada por Osorno Básquetbol obteniendo 2 subcampeonatos de LNB. Participando hasta su expulsión el año 2019.
En la actualidad es representada por 2 equipos:
- Español de Osorno en Liga UNO y Liga Saesa.
- CDSC Osorno en Liga Saesa.

#### Puerto Varas
La ciudad lacustre alberga a Atlético Puerto Varas, joven institución que milita en Primera División de LNB. 

#### Puerto Montt
Sede del CEB Puerto Montt, institución formativa de nuevos jugadores que en 2019-20 ascendiera a la Primera División. 

#### Ancud
Ancud, con una de las hinchadas más pasionales del país, es la sede de ABA Ancud, una joven institución nacida en 2010 y doble campeón de Libsur Saesa. ABA Ancud ocupó el vacío dejado por la desaparición de Deportes Ancud, club que participó en once temporadas de Dimayor. 

#### Castro
La más austral de las plazas cesteras, Castro es la sede del Club Deportes Castro, campeón de Chile en 2011-12 y de Libsur Saesa en 2010. 

### Rivalidades del baloncesto en Chile

#### Club Deportivo Valdivia vs Osorno
Llamado El superclásico del baloncesto chileno, enfrenta al CDV y al representante osornino de cada época: Malta Morenita en los 80s, Provincial Osorno en los 90's y 2000, Osorno Básquetbol en los 2010. Esta rivalidad de larga data se deriva de los torneos Provincias del Sur y de la animadversión centenaria entre las ciudades vecinas de Valdivia y Osorno. Los partidos entre el CDV y los equipos de Osorno han sido tradicionalmente la atracción principal del baloncesto chileno pese a la irregular representación taurina en la primera división, hoy Español de Osorno tomo la posta que dejo el extinto Osorno Basquetbol el año 2019. 
CDV actualmente lidera el historial ante Español de Osorno 23-17 en sus duelos disputados entre LIBSUR Saesa y LNB (a partir del 2022).

#### ABA Ancud vs Castro
El clásico chilote enfrenta a los dos clubes de la Isla Grande de Chiloé. Uno de los espectáculos más atractivos del basquetbol nacional donde destaca la pasión tanto en las tribunas como en el parquet. Este duelo se caracteriza por el dominio que ejercen cada uno de los conjuntos en sus respectivas localías, esto queda manifiesto en el igualado registro histórico del clásico, donde ABA Ancud lidera por apenas 3 duelos (37-34).

#### Sergio Ceppi vs Brisas
El derbi de La Cisterna enfrenta a dos clubes vecinos y formativos, por lo que suele darse en torneos de series menores. Décadas de tradición en disputa. 

#### CDV vs ABA Ancud
Los dos equipos más populares del baloncesto nacional, idiosincrasias opuestas, múltiples series de playoff frente a frente, etc. Estos dos clubes se han encontrado en 9 series de playoff desde 2014 en adelante, triunfando el CDV en 6 de ellas, incluyendo una final de Libsur Saesa, dos semifinales nacionales, etc. Mientras Aba Ancud salió victorioso en 3 llaves, la mas recordada el 7mo juego en calidad de visita en semifinales de conferencia el año 2017.
El historial total entre ambas escuadras la lidera el Club Deportivo Valdivia 58 triunfos contra 38 del cuadro chilote.

#### Liceo Mixto vs Boston College
El clásico estudiantil conoció su mejor época entre 2006 y 2010, cuando ambos equipos concentraban en sus planteles a los mejores jugadores del baloncesto nacional.

#### CDV vs Las Ánimas
El derbi valdiviano nace en 2011 con la llegada de Las Ánimas al profesionalismo. Entre 2011 y 2017 fue ampliamente dominado por el Deportivo Valdivia donde incluso protagonizo una racha de 9 victorias consecutivas , pero los títulos obtenidos desde entonces por Las Ánimas y una vuelta de mano con una racha de 11 victorias consecutivas para los animeños, incluyendo una eliminación en semifinales de Liga Nacional en 2017 han ido equilibrando las fuerzas. 
Ambos equipos han protagonizado 4 llaves de playoffs entre LNB y LIBSUR Saesa con dos triunfos para cada uno.

#### Puerto Varas vs Puerto Montt
La más joven de las rivalidades enfrenta a estos dos vecinos en el clásico de Llanquihue. 

#### Los Loros vs Unión Juvenil
Aunque es una rivalidad del baloncesto amateur, el clásico de Combarbalá entre Los Loros y Unión Juvenil se cuentan entre los más afamados y tradicionales del baloncesto chileno.

#### Pankül - Loncoche vs Lobas - Purén ( basquetbol femenino )
En la novena región de la Araucanía una rivalidad que recién comienza dentro de la cancha, pero fuera de ella la amistad es grande.